# Ana Teresa Ortega Aznar
Ana Teresa Ortega Aznar (Alacant, 1952) és una artista, escultora, fotògrafa i professora valenciana.
Professora a la facultat de Belles arts de la Universitat Politècnica de València és una artista multidisciplinària en la seua obra, que combina fotografia, vídeo i instal·lacions. La seua reflexió sobre la influència dels mitjans de comunicació en la societat i en la formació d'una memòria col·lectiva presenten la part central del seu treball. La seua publicació denominada Foto-escultures, instal·lacions (2006) presentava l'ús de tots dos mitjans artístics en una època en la qual predominava el purisme tècnic en l'expressió artística i recollia una ressenya del treball exposat a les sales.
La seua publicació denominada Cartografies silenciades, escrita en castellà, valencià i gallec, va realitzar durant els anys 2007 a 2011, una indagació en els arxius de l'Exèrcit, Tribunal de Comptes i altres organismes sobre la guerra civil espanyola, fotografiant els llocs exactes en els quals es va produir la repressió franquista. La seua obra pot contemplar-se en les col·leccions de diferents museus com l'IVAM, el Museu Reina Sofia de Madrid, el Museu de Belles arts de Bilbao, el Centro Galego de Arte Contemporánea de Santiago de Compostel·la, la fundació La Caixa o la Fisher Gallery de la Universitat del Sud de Califòrnia de Los Angeles. L'any 2019 el Centre del Carme Cultura Contemporània li va dedicar la retrospectiva "Ana Teresa Ortega. Passat i present, la memòria i la seua construcció".
La seua obra empra tècniques escultural-fotogràfiques i altres maneres experimentals, i el seu treball sobre la relectura fotogràfica de la història recent, li han suposat la concessió del Premi Nacional de Fotografia de 2020.